# Pavonis Fossae
Pavonis Fossae és una estructura geològica del tipus fossa a la superfície de Mart, situada amb el sistema de coordenades planetocèntriques a 4.66 ° de latitud N i 249.93 ° de longitud E. Fa 156.08 km de diàmetre. El nom va ser fet oficial per la UAI l'any 1991 i pren el nom d'una característica d'albedo.